# Paroles et Musiques
Pour les articles homonymes, voir Paroles et Musique.
Paroles et Musiques est un festival de chanson française qui a lieu chaque année à Saint-Étienne depuis  1992.

## Historique
- 1992 : Création du festival à Saint-Étienne sous le parrainage de Léo Ferré[1]. Les concerts sont concentrés à la Salle Jeanne d'Arc.
- 1997-1999 : Tournant dans la programmation. Arrivée de la « nouvelle scène française » : des artistes comme Dominique A, Bénabar, Têtes Raides, La Tordue, etc. jusqu'alors méconnus du grand public.
- Années 2000 : Le festival assiste à l'émergence d’artistes tels que Yann Tiersen, Loic Lantoine, Mickey 3D, Jeanne Cherhal, M., Mano Solo et bien d'autres.
- 2005 : Le festival investit de plus grandes salles : Palais des Spectacles et Hall C. Des actions culturelles sont menées afin d’élargir et de diversifier le public : Paroles sans Musique (lectures dans les bars), les Apéros Crescendo (concerts gratuits de groupes émergents dans les bars de la ville),  Paroles et Musiques en Liberté (ateliers d’écriture en amont du festival et concerts en Maison d’Arrêt) et les Coups de Pouce (tremplin).
- 2007 : Le quinzième anniversaire du festival sera marqué par la sortie d'un recueil de textes écrits par les détenus de la maison d'arrêt (textes illustrés par des dessinateurs ligériens, mis en musique par des groupes émergents du département et mis en images). Le village Paroles et Musiques, où se regroupent artisans et associations, s'installe en centre-ville Place Chavanelle, afin de générer un espace convivial et artistique.
- 2008 : Le Festival est contraint de se délocaliser au Parc Expo (pour cause de travaux à la Salle Jeanne d'Arc), mais en profite pour tisser ses premiers liens avec la Smac de Saint-Etienne. Les Matinales apparaissent, sorte de déjeuner/spectacle tous les jours à midi, pour un prix symbolique et une programmation audacieuse. Une collaboration est menée avec le Comité des Activités Nouvelles de l'école publique (CAN) de Saint-Étienne et deux classes de primaire : ateliers chansons et participation des enfants au spectacle de l'artiste (Tit'Nassels en 2008, Évasion en 2009).
- 2009 : L'arrivée du Zénith de Saint-Etienne[1] permet encore au festival de grandir pour atteindre le seuil des 25 000 spectateurs.
- 2010-2011 : Naissance de Paroles de Zinc (le Off du festival) qui remplace les Apéros Crescendo et programme des groupes locaux et régionaux.
- 2012 : Le festival fête ses 20 ans et fait notamment grandir son village en nouant de nombreux partenariats avec le tissu associatif local.
- 2014 : Le directeur historique du festival passe le relais. Création de La Chorale à Musiques, qui reprend certaines chansons d'artistes programmés, sous le parrainage de Karimouche.
- 2015 : Paroles et Musques en Liberté fête ses 10 ans, et a vu s’investir depuis sa création, plus de 40 artistes : de Mano Solo à Bénabar en passant par La Rue Kétanou, Giédré, Barrio Populo Têtes Raides…

En 2020 et 2021 le festival est annulé du fait de la pandémie de Covid-19 en France.
En 2022 Paroles et Musiques fête ses trente ans.

## Programmation

### 2010
Soan, Gush, Mustang, Yodelice, Diam's, Hocus Pocus, Féfé, -M-, Renan Luce, Olivia Ruiz, Gérald de Palmas